# Grant Avenue

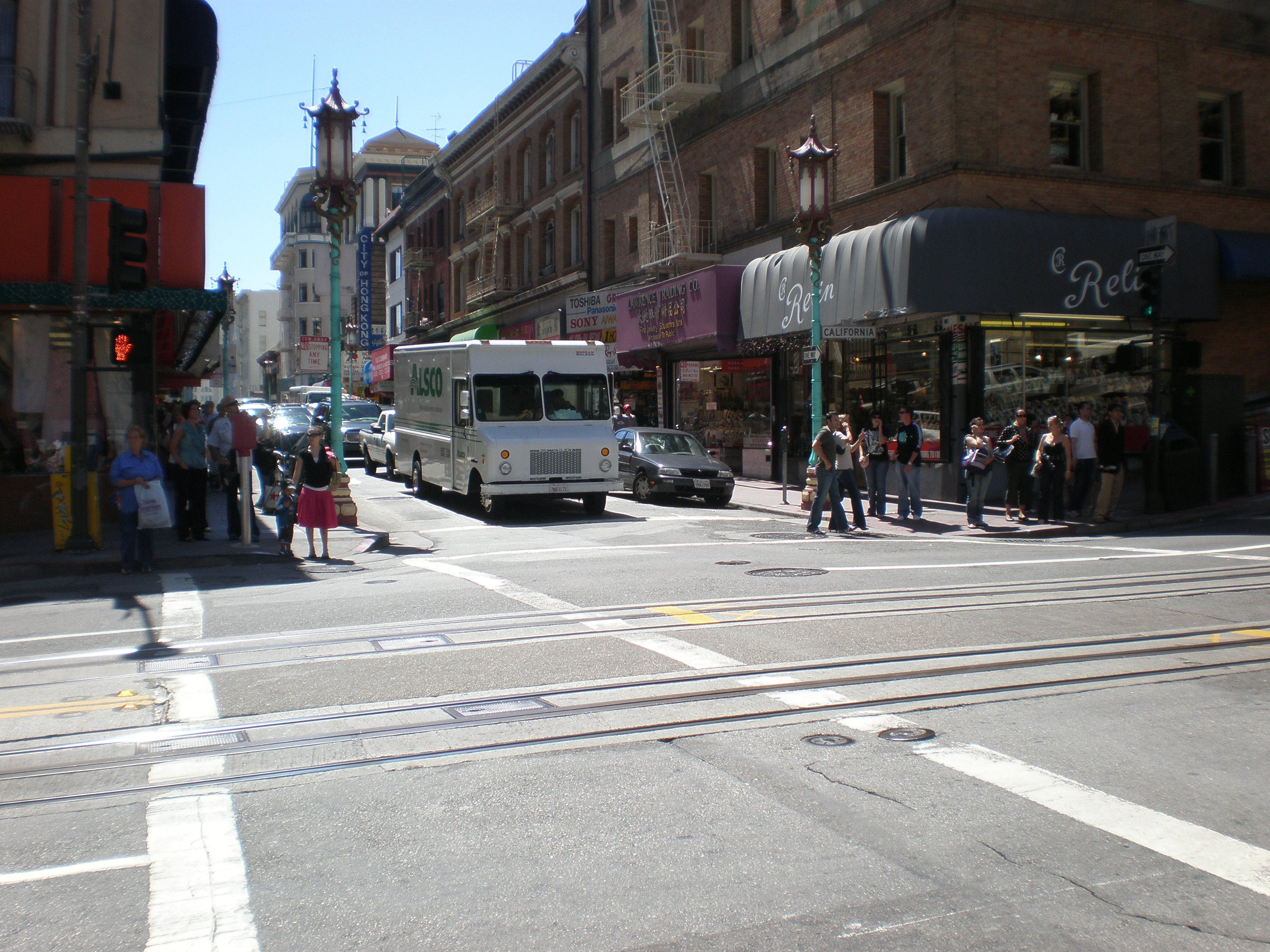
Grant Avenue à San Francisco

Grant Avenue est une des plus anciennes rue de la ville de San Francisco, qui traverse le quartier de Chinatown.

## Situation et accès
Elle est orientée Nord-sud, et est en sens unique. Elle se situe au cœur du quartier chinois, et relie Market Street au Pier 39.

## Origine du nom
Elle rend honneur au président Ulysses S. Grant.

## Historique
C'est en 1835, que William A. Richardson (en) a construit la toute première habitation de Yerba Buena, qui deviendra plus tard San Francisco, à l'emplacement actuel de « Grant Avenue », entre Clay Street et Washington Street.
Lorsque la Californie est passée sous le contrôle des États-Unis à la suite de la guerre américano-mexicaine de 1846-1848, la rue a été nommée « Dupont Street », en l'honneur d'un capitaine de l'USS Portsmouth (en) (Portsmouth Square, situé à un pâté de maisons à l'est, a été nommé d'après ce navire). Dans les années qui ont suivi, « Dupont Street » est devenue l'emplacement de nombreux magasins chinois, ainsi que de fumeries d'opium (en), de bordels et des guerres des Tong (en).
Après la destruction de San Francisco par le tremblement de terre de 1906, « Dupont Street » a été réaménagée et rebaptisée « Grant Avenue ».

## Bâtiments remarquables et lieux de mémoire

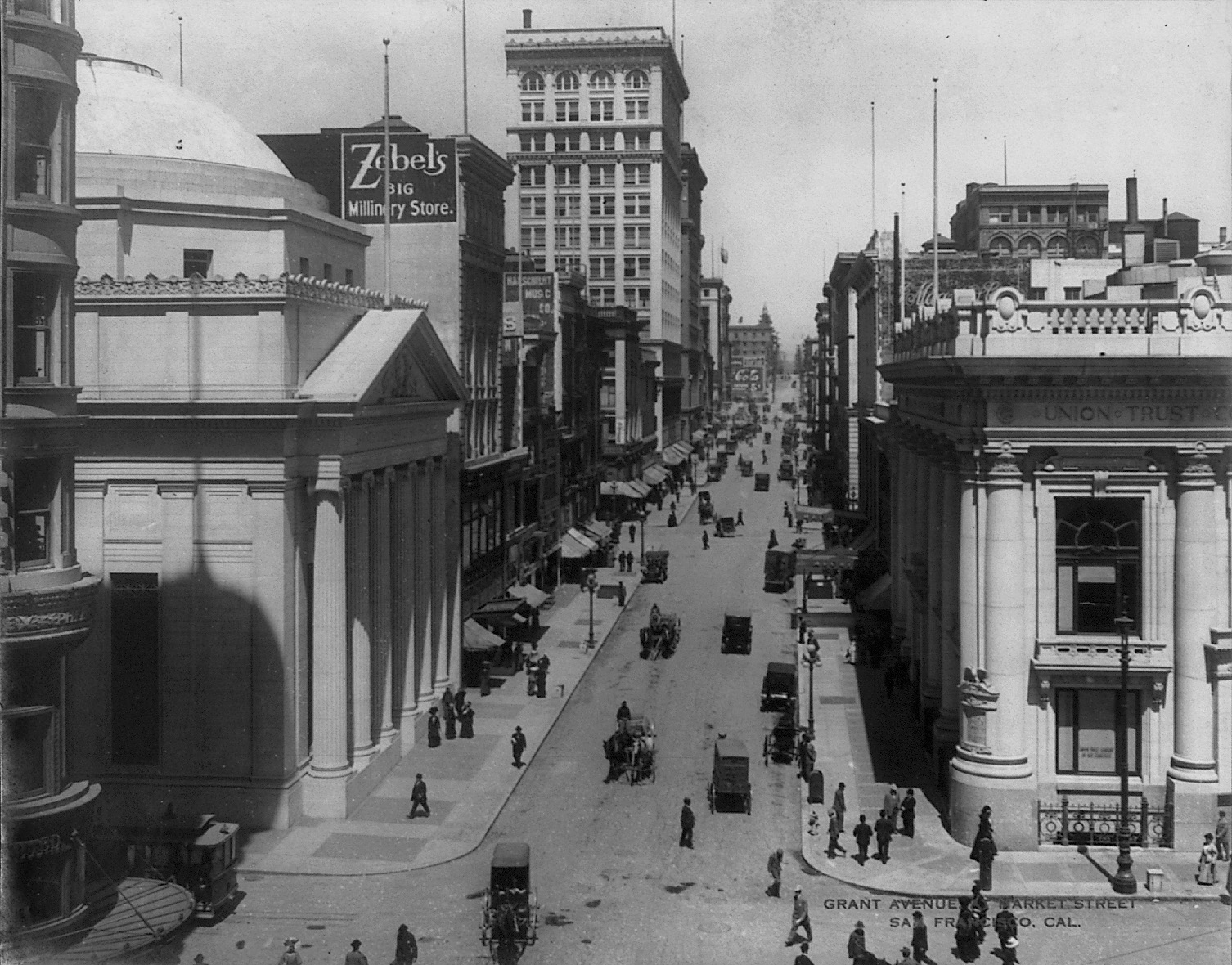
Grant Avenue en 1915
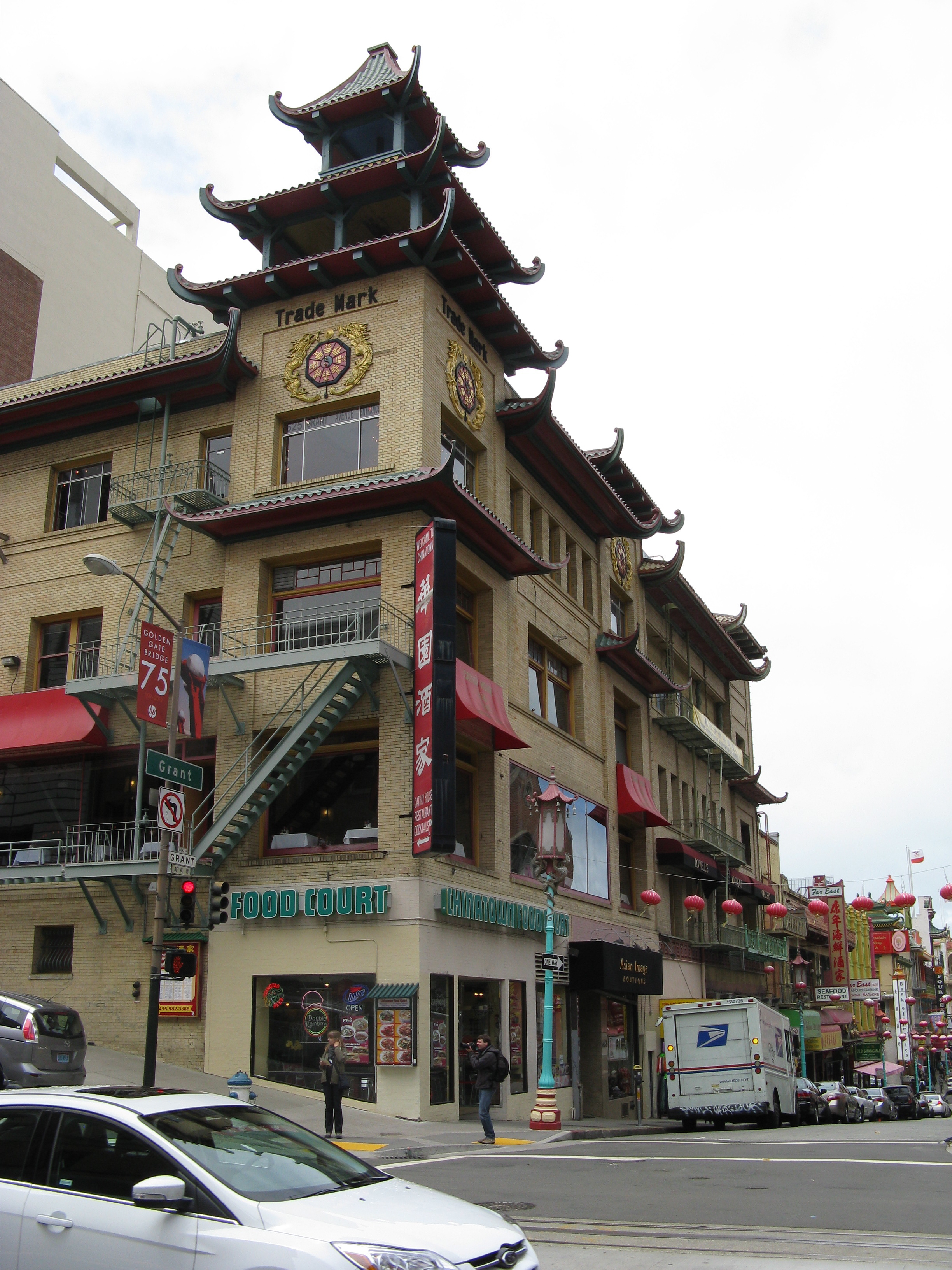
Grant Avenue à Chinatown